# Флаг Олонецкого района
Флаг Олонецкого национального района — официальный символ Олонецкого района Республики Карелия наряду с гербом. Утвержден решением Совета Олонецкого национального муниципального района от 23.04.2013 № 22 «Об утверждении официальных символов Олонецкого национального муниципального района». Внесён в Государственный геральдический регистр РФ под № 8403.

## Описание
Прямоугольное полотнище с отношением ширины флага к длине 2:3, воспроизводящее композицию герба Олонецкого района в желтом, синем, черном и телесном цветах.

## Символика
Символика флага Олонецкого района почти идентична таковой герба Олонца, однако рука на флаге Олонецкого района выходит с другой стороны.
Герб Олонецкого национального муниципального района создан на основе герба Олонецкой губернии.
Герб Олонецкой губернии был высочайше утвержден 5 июля 1878 г.: «В золотом щите выходящая с левого бока, из лазуревого облака рука, внутрь обращенная держащая, лазуревый овальный щит, и сопровождаемая внизу четырьмя черными ядрами, соединенными таковым же, из цепей, косвенным крестом…». Герб напоминает о хорошо организованной после Петра I обороне древних северных земель России от нападения чужеземных захватчиков. Таким образом, рука со щитом символизировала роль Олонца в оборонительном строительстве. Четыре черных ядра, соединенные попарно черными цепями накрест (книппеля) указывают на Олонец как на важный центр флотского строительства, включая заготовку корабельных лесов, строительство судов, производство орудий, снарядов для кораблей.
Значение цветов:
- Лазурь (синий, голубой) — символ красоты, любви, мира, возвышенных устремлений.
- Чернь (черный) — символ благоразумия, мудрости, скромности, честности, древности и вечности бытия.
- Золото — могущество, сила, постоянство, знатность, справедливость, верность, солнечный свет.[1]

## Авторы флага
- К. С. Башкиров
- В. В. Карпунина
- С. Ю. Штейнбах